# Sammezzano
Sammezzano, of het Castello di Sammezzano, is een Italiaans palazzo in Toscane, gekend voor zijn Moorse revivalarchitectuur. Het is gelegen in Leccio, een gehucht van Reggello, in de metropolitane stad Florence.

## Geschiedenis
Het originele palazzo werd opgericht rond 1605 door de Spaanse edelman, Ximenes van Aragon. In de 19de eeuw erfde Ferdinand Panciatichi Ximenes het gebouw en hij verbouwde het tussen 1853 en 1889, in een van de grootste voorbeelden van Moorse revivalarchitectuur. Umberto I, koning van Italië, bezocht Ximenes in Sammezzano in 1878.
In de naoorlogse periode deed het palazzo dienst als een luxehotel. Daarna werd het verlaten en gesloten. Het comité FPXA 1813-2013, acroniem voor Ferdinand Panciatichi Ximenes d’Aragon, werd opgericht in 2012 om het palazzo te trachten restaureren en conserveren.

## Afbeeldingen

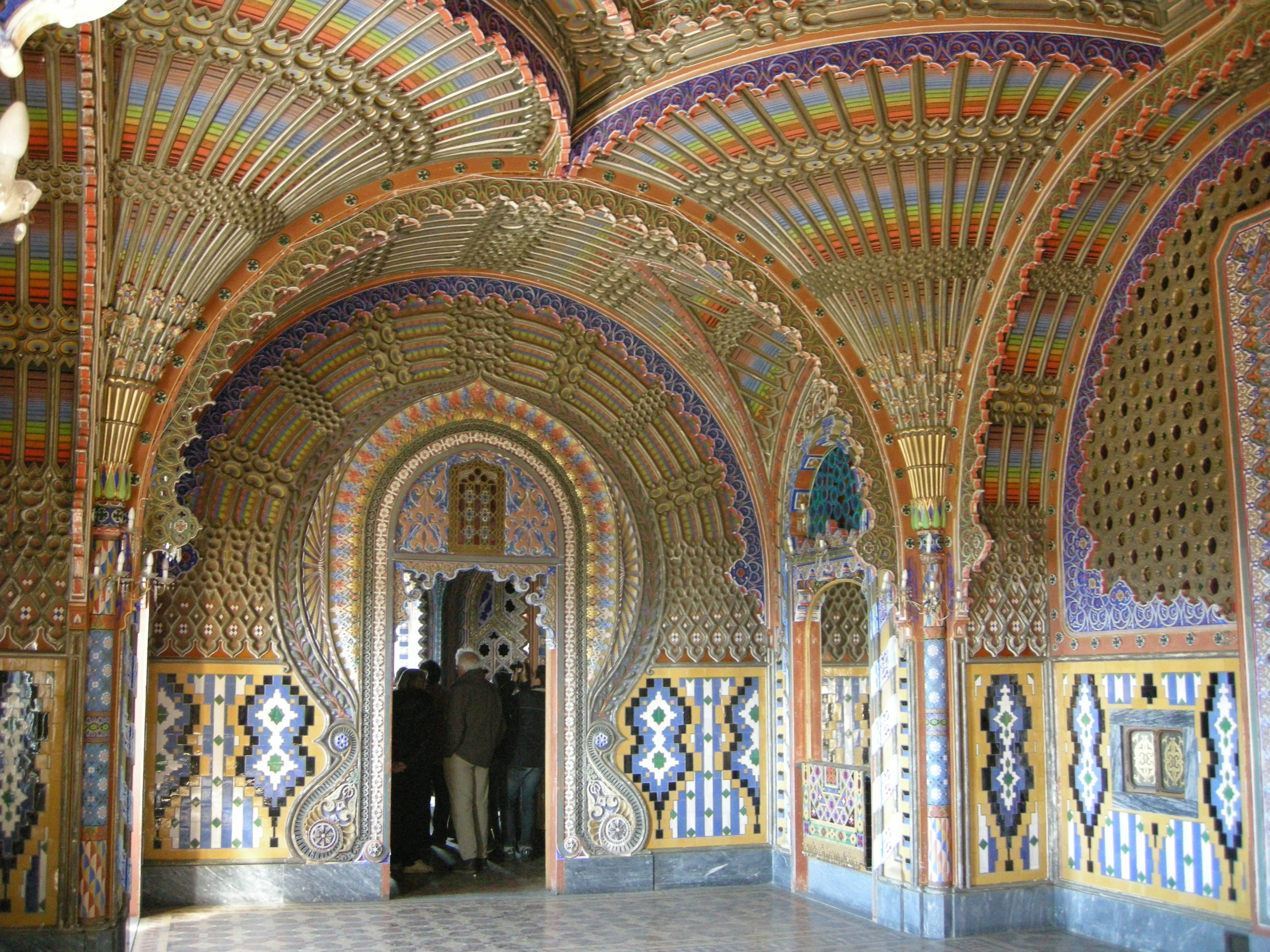
Sammezzano palazzo interieur: Sala dei pavoni (Pauwenzaal)
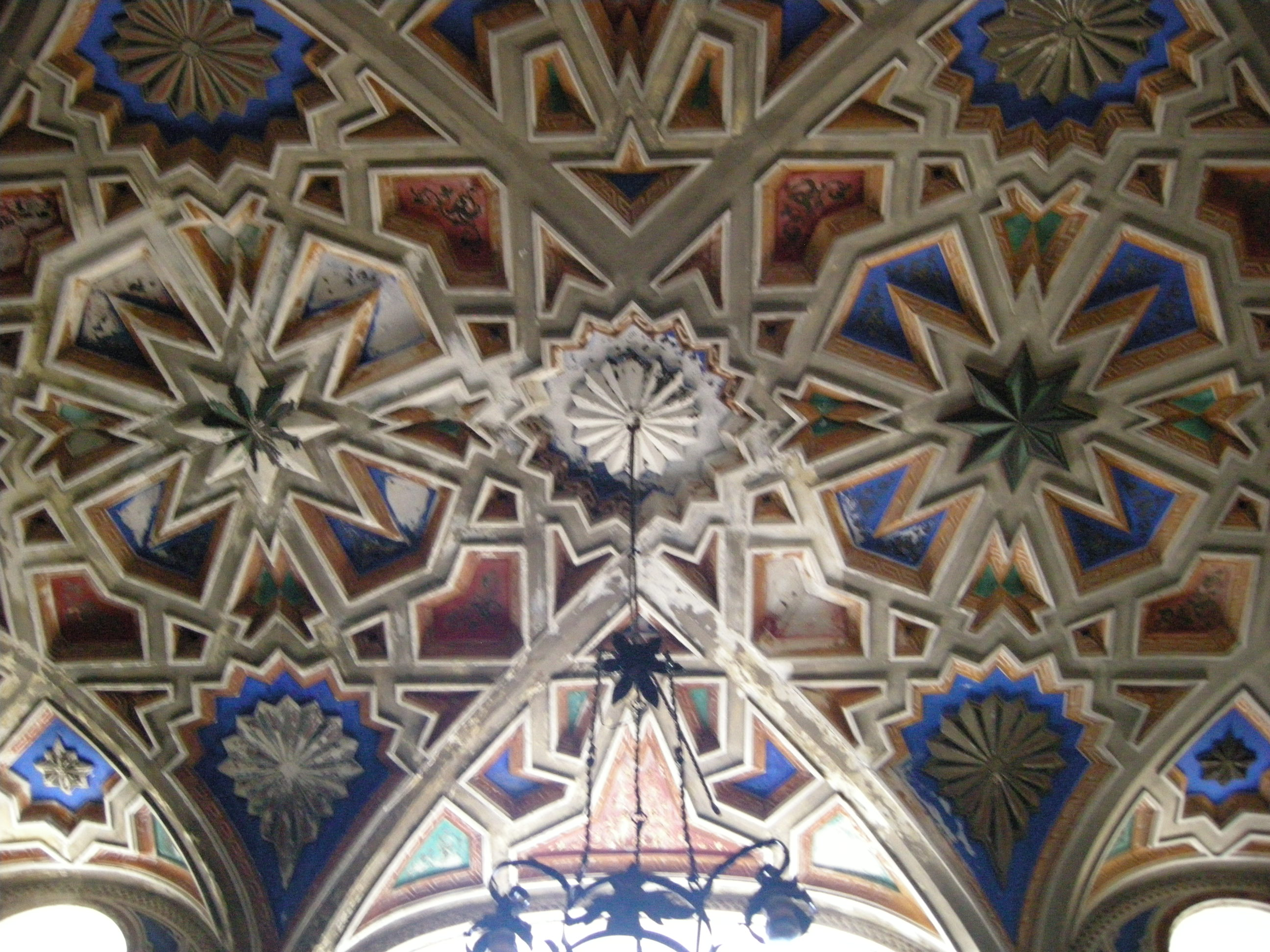
Sammezzano palazzo: Detail van het plafond
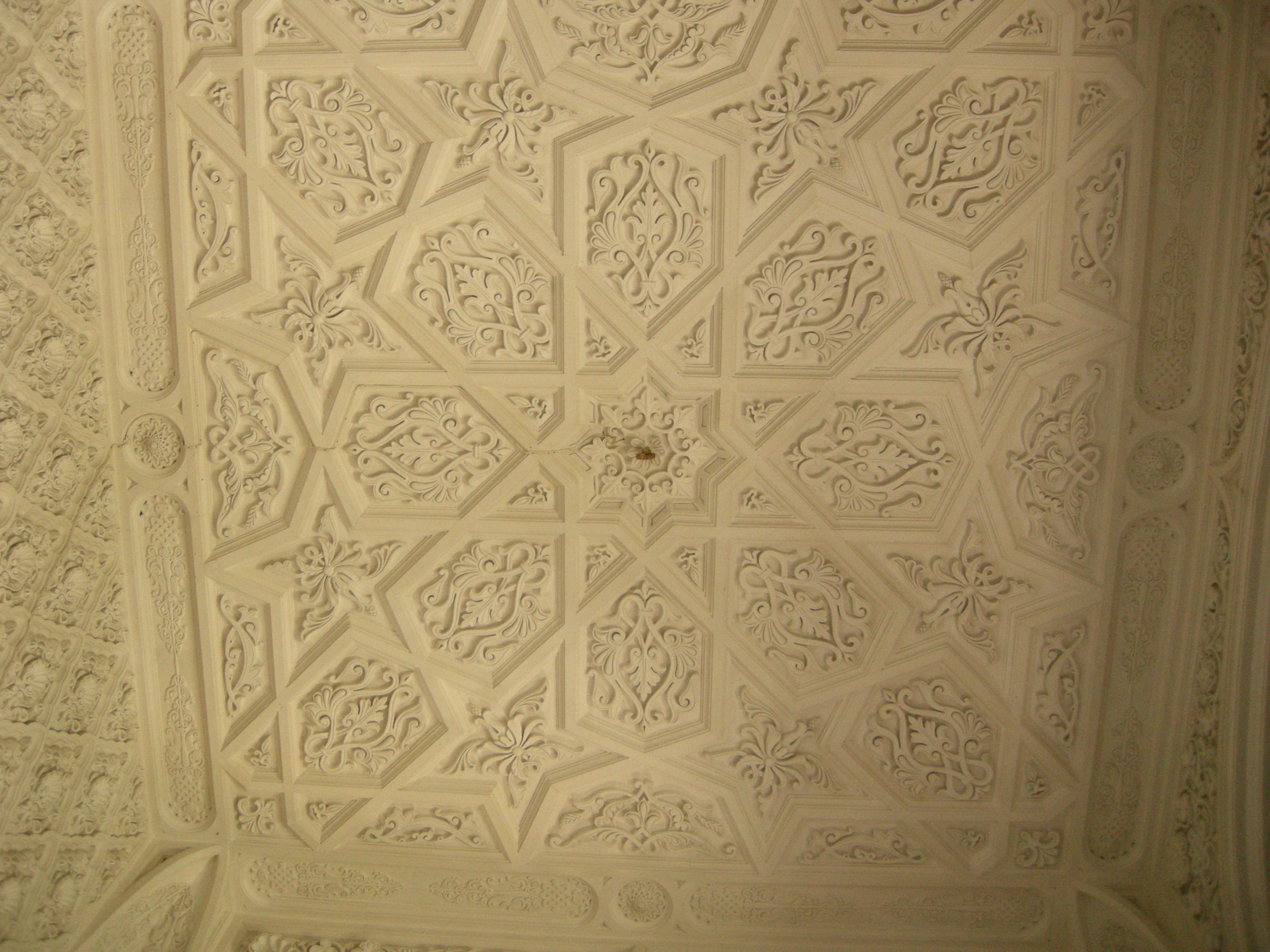
Sammezzano palazzo: Decoratief detail